# Büttel
Büttel è un comune tedesco del circondario di Steinburg, nella regione dello Schleswig-Holstein. Ha circa 50 abitanti.